# Estación Socavón
Socavón fue un paradero y estación del ferrocarril que se hallaba dentro de la comuna de Illapel, en la región de Coquimbo de Chile. Fue parte del longitudinal norte, correspondiente al segmento entre la estación Cabildo y la estación Limáhuida, siendo parte del trayecto interior del longitudinal norte. No quedan restos de la estación.

## Historia
Con los planes del ferrocarril longitudinal entre estación Cabildo y estación Limáhuida en 1910, y esta estación estuvo planificada dentro de la extensión del ferrocarril del longitudinal norte; sin embargo fue considerada como un paradero. En los planos originales se señala que la estación es contigua a la de Limáhuida; sin embargo, posteriormente esta es ubicada en la boca del túnel Socavón.
La estación junto con el tramo del ferrocarril entre Cabildo y Limáhuida se inauguraron en 1914.
Esta estación es parte del tramo con cremallera que partía desde la estación Palquico hacia el norte hasta llegar a esta estación.
Ya para agosto de 1958 el segmento de la vía entre las estación Pedegua y estación Limáhuida no eran considerados como parte de la red ferroviaria del país.